# Gopalapura, Chintamani
Gopalapura là một làng thuộc tehsil Chintamani, huyện Kolar, bang Karnataka, Ấn Độ.